# Kalophrynus punctatus
Kalophrynus punctatus és una espècie de granota que viu a Indonèsia i, possiblement també, a Malàisia.
Està amenaçada d'extinció per la pèrdua del seu hàbitat natural.